# Prawa człowieka

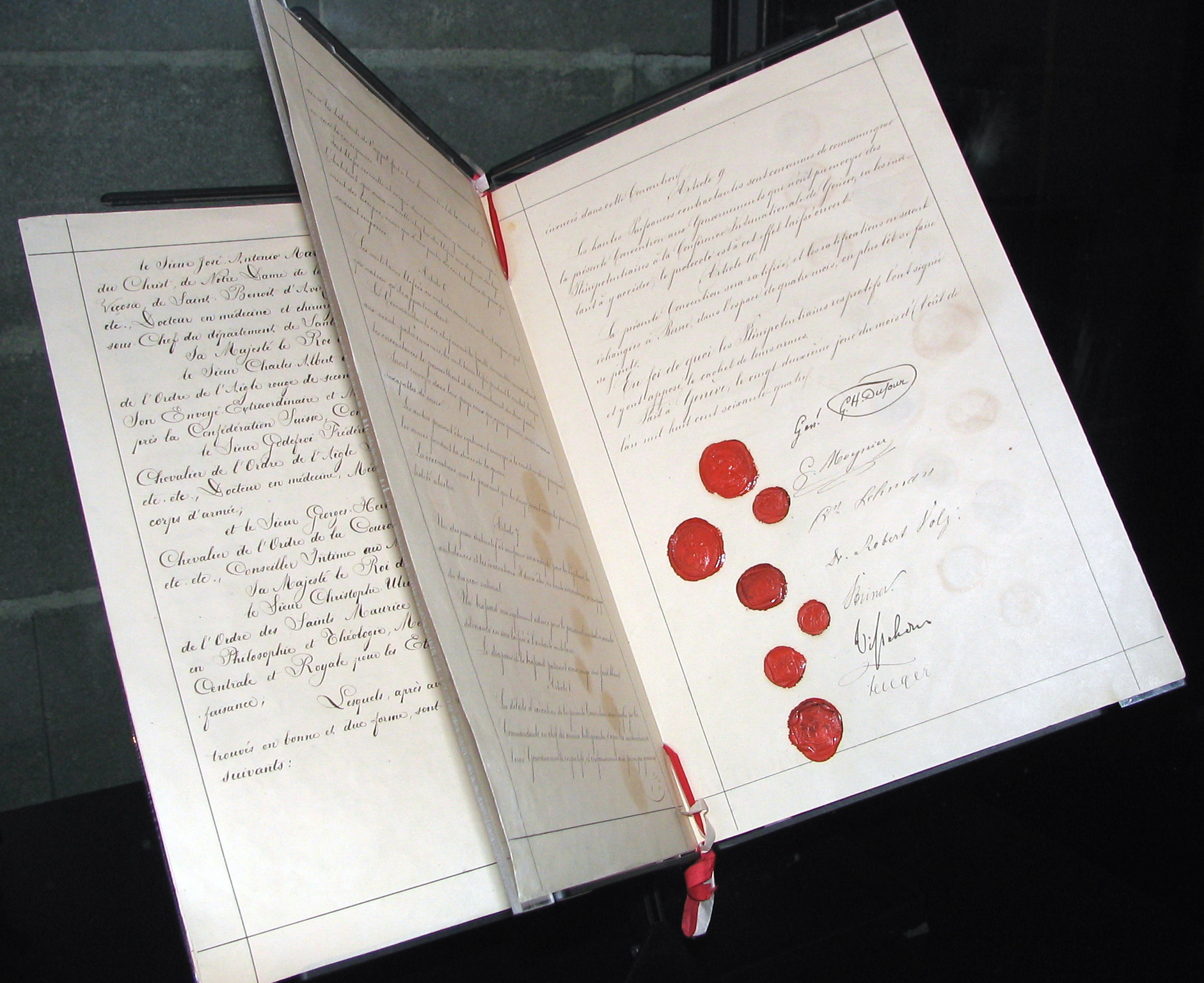
Oryginał Konwencji genewskiej

Prawa człowieka – moralne zasady lub normy dotyczące pewnych standardów ludzkiego zachowania, które są regularnie chronione w prawie lokalnym i międzynarodowym, powszechnie rozumiane jako niezbywalne, podstawowe prawa, „do których osoba jest z natury uprawniona tylko dlatego, że jest istotą ludzką” i które są „nieodłączne dla wszystkich istot ludzkich".
Prawa te mają charakter:
- powszechny – obowiązują na całym świecie i przysługują każdemu człowiekowi
- przyrodzony – przysługują każdemu z samego faktu bycia człowiekiem
- niezbywalny – nie można się ich zrzec
- nienaruszalny – istnieją niezależnie od władzy i nie mogą być przez nią dowolnie regulowane
- naturalny – obowiązują niezależnie od ich potwierdzenia przez władzę państwową
- niepodzielny – wszystkie stanowią integralną i współzależną całość.

Międzynarodowa encyklopedia prawa publicznego podaje, że prawami człowieka są te wolności, środki ochrony oraz świadczenia, których respektowania właśnie jako praw, zgodnie ze współcześnie akceptowanymi wolnościami, wszyscy ludzie mogą domagać się od społeczeństwa, w którym żyją. Prawo jednego człowieka kończy się tam, gdzie zaczyna się prawo innego człowieka.

Wszyscy ludzie rodzą się wolni i równi pod względem swej godności i swych praw. Są oni obdarzeni rozumem i sumieniem oraz powinni postępować w stosunku do siebie wzajemnie w duchu braterstwa.

## Prawa człowieka a normy moralne
Prawa człowieka uznawane są za prawa powszechnie obowiązujące (mające roszczenie do powszechnego obowiązywania), co sprawia, że wykazują podobieństwo do norm o charakterze wyłącznie moralnym. Jürgen Habermas zauważa, że prawa człowieka „można uzasadnić wyłącznie z moralnego punktu widzenia” – „regulują [one] materie o takiej ogólności, że argumenty moralne wystarczają do ich uzasadnienia”. 
Zdaniem prof. Wiktora Osiatyńskiego ich fundamentalny, przyrodzony i uprzywilejowany charakter polega na tym, że nie wymagają one uzasadnień: uzasadnień wymagają odstępstwa od tych praw.

## Prawa człowieka a prawa kobiet
Powszechna deklaracja praw człowieka uchwalona w 1948 roku gwarantuje „równe prawa mężczyzn i kobiet” i odnosi się do kwestii równości i sprawiedliwości. W 1979 roku Zgromadzenie Ogólne ONZ uchwaliło Konwencję w sprawie likwidacji wszelkich form dyskryminacji kobiet (CEDAW). Konwencja weszła w życie 3 września 1981 roku. Nie podpisały jej następujące państwa członkowskie ONZ: Iran, Nauru, Palau, Somalia, Sudan, Tonga. Konwencji nie ratyfikowały Niue, Stany Zjednoczone i Watykan.

## Starożytność i średniowiecze

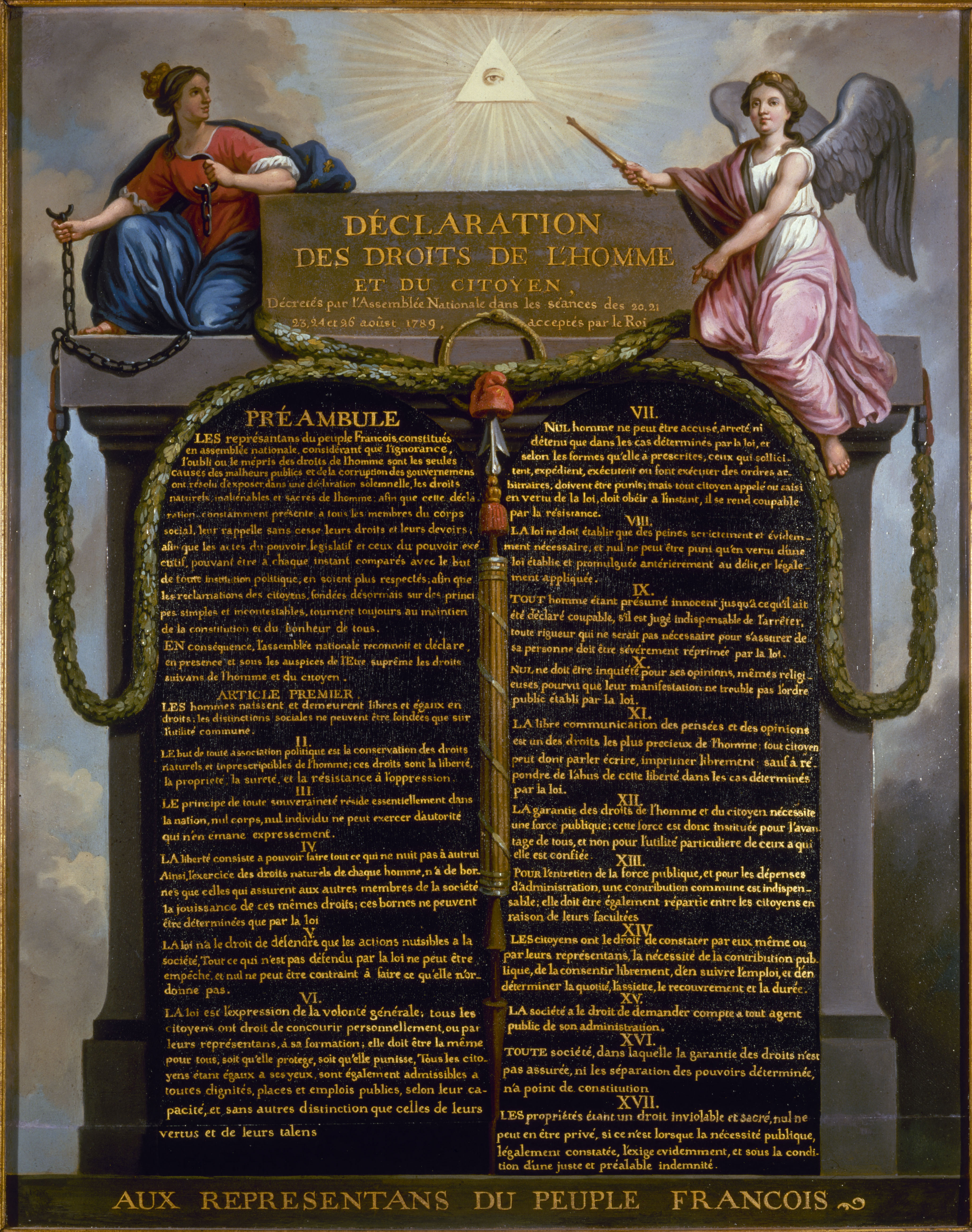
Deklaracja praw człowieka i obywatela z 1789 roku

- 313 – Edykt mediolański – wydany wspólnie przez cesarza zachodniej części Cesarstwa Rzymskiego Konstantyna Wielkiego oraz cesarza wschodniej części Licyniusza –  postanowiliśmy między innymi zarządzić (…) chrześcijanom i wszystkim dać zupełną wolność wyznawania religii, jaką kto zechce. (…) postanowiliśmy powziąć uchwałę, że nikomu nie można zabronić swobody decyzji, czy myśl swą skłoni do wyznania chrześcijańskiego, czy do innej religii, którą sam za najodpowiedniejszą dla siebie uzna (…)
- 1215 – Magna Charta Libertatum – Wielka Karta Swobód wydana przez króla Anglii Jana bez Ziemi – żaden wolny człowiek nie ma być pojmany ani uwięziony albo wyrzucony z posiadłości, albo proskrybowany, ani wygnany lub innym sposobem pognębiony; i ani sami na niego nie wyruszymy, ani nikogo innego przeciw niemu nie wyślemy, jak tylko na podstawie legalnego wyroku równych jemu albo na podstawie prawa ziemskiego
- 1414-1418 – Sobór w Konstancji, Tractatus de potestate papae et imperatoris respectu infidelium etc. Pawła Włodkowica postulujący istnienie praw przyrodzonych
- 1425/1430/1433/1447 – przyznanie Neminem captivabimus nisi iure victum szlachcie polskiej i litewskiej

## Nowożytność
- 1573 – Konfederacja warszawska
- 1598 – Edykt nantejski
- 1628 – Petycja o prawo
- 1648 – Pokój westfalski
- 1679 – Habeas Corpus Act
- 1689 – Bill of Rights w Wielkiej Brytanii
- 1690 – John Locke w Dwóch traktatach o rządzie przedstawia teorię praw naturalnych jednostki
- 1776 – Karta Praw Wirginii
- 1789 – Deklaracja praw człowieka i obywatela
- 1791 – weszła w życie Konstytucja 3 maja, rozciągnięcie Neminem captivabimus nisi iure victum na mieszczan polskich i litewskich
- 1791 – wejście w życie United States Bill of Rights
- 1815 – Konstytucja Królestwa Polskiego, rozciągnięcie Neminem captivabimus nisi iure victum na wszystkich poddanych Królestwa Kongresowego
- od 1863 działalność Czerwonego Krzyża
- 1864 – pierwsza z konwencji genewskich
- 1899 – pierwsza z konwencji haskich

## Współczesność
- od 1919 działalność Międzynarodowego Ruchu Czerwonego Krzyża i Czerwonego Półksiężyca
- 1920–1946 – działalność Ligi Narodów
- 1926 – Konwencja w sprawie niewolnictwa
- 1944 – Deklaracja filadelfijska
- 1945 – Karta Narodów Zjednoczonych
- od 1945 – działalność Organizacji Narodów Zjednoczonych, która zastąpiła Ligę Narodów
- 1946–2006 – działalność Komisji Praw Człowieka ONZ
- 1947 – Kodeks norymberski
- 1948 – Deklaracja genewska
- 1948 – Amerykańska Deklaracja Praw i Obowiązków Człowieka[9]
- 1948 – przyjęcie przez Zgromadzenie Ogólne Narodów Zjednoczonych Powszechnej deklaracji praw człowieka
- 1948 – Konwencja w sprawie zapobiegania i karania zbrodni ludobójstwa
- od 1949 – działalność Rady Europy
- od 1952 – działalność Trybunału Sprawiedliwości Unii Europejskiej
- 1953 – wejście w życie Europejskiej konwencji praw człowieka
- od 1959 – działalność Europejskiego Trybunału Praw Człowieka
- 1959 – Deklaracja praw dziecka
- od 1960 – działa Międzyamerykańska Komisja Praw Człowieka[10]
- 1964 – Deklaracja helsińska
- 1965 – Europejska Karta Społeczna
- 1968 – Konwencja o niestosowaniu przedawnienia wobec zbrodni wojennych i zbrodni przeciw ludzkości
- 1972–1994 – działalność Konferencji Bezpieczeństwa i Współpracy w Europie
- 1973 – Międzynarodowa Konwencja o Przeciwdziałaniu i Karaniu Zbrodni Apartheidu
- 1976 – weszły w życie Międzynarodowe Pakty Praw Człowieka
  - Międzynarodowy pakt praw obywatelskich i politycznych
  - Międzynarodowy pakt praw gospodarczych, społecznych i kulturalnych
- od 1976 – działalność Komitetu Praw Człowieka
- 1978 – weszła w życie Amerykańska Konwencja Praw Człowieka
- od 1978 – działa Międzyamerykański Trybunał Praw Człowieka[10]
- 1979 – Zgromadzenie Ogólne ONZ uchwaliło Konwencję w sprawie likwidacji wszelkich form dyskryminacji kobiet (CEDAW)
- 1987 – Konwencja w sprawie zakazu stosowania tortur
- 1988 – Europejska Karta Samorządu Lokalnego
- 1989 – Konwencja o prawach dziecka
- 1990 – Dokument Kopenhaski – proklamuje demokrację parlamentarną jako jedyny ustrój dopuszczalny w Europie, był dziełem KBWE
- 1990 – Paryska Karta Nowej Europy
- od 1990 – działalność Biura Instytucji Demokratycznych i Praw Człowieka
- 1993 – Kryteria kopenhaskie dla państw ubiegających się o członkostwo w Unii Europejskiej
- od 1994 – działa wysoki komisarz Narodów Zjednoczonych do spraw praw człowieka
- od 1995 – działalność Organizacji Bezpieczeństwa i Współpracy w Europie, która zastąpiła Konferencję Bezpieczeństwa i Współpracy w Europie
- od 1997 – działalność Europejskiego Rzecznika Praw Obywatelskich
- 1998 – Konwencja ramowa o ochronie mniejszości narodowych
- 1998 – Europejska karta języków regionalnych lub mniejszościowych
- 1998 – Rzymski Statut Międzynarodowego Trybunału Karnego
- 1999 – Konwencja o prawach człowieka i biomedycynie
- 2000 – Karta praw podstawowych Unii Europejskiej promulgowana jako deklaracja
- 2001 – Konwencja z Aarhus
- od 2006 – działalność Rady Praw Człowieka ONZ, która zastąpiła Komisję Praw Człowieka ONZ
- od 2007 – działalność Agencji Praw Podstawowych Unii Europejskiej oraz Europejskiego Instytutu ds. Równości Kobiet i Mężczyzn
- 2007 – Deklaracja praw ludów tubylczych
- 2008 – Konwencja o prawach osób niepełnosprawnych
- 2009 – Karta praw podstawowych Unii Europejskiej integralną częścią obowiązującego Traktatu lizbońskiego
- 2014 – Konwencja o zapobieganiu i zwalczaniu przemocy wobec kobiet i przemocy domowej

## Rodzaje praw człowieka

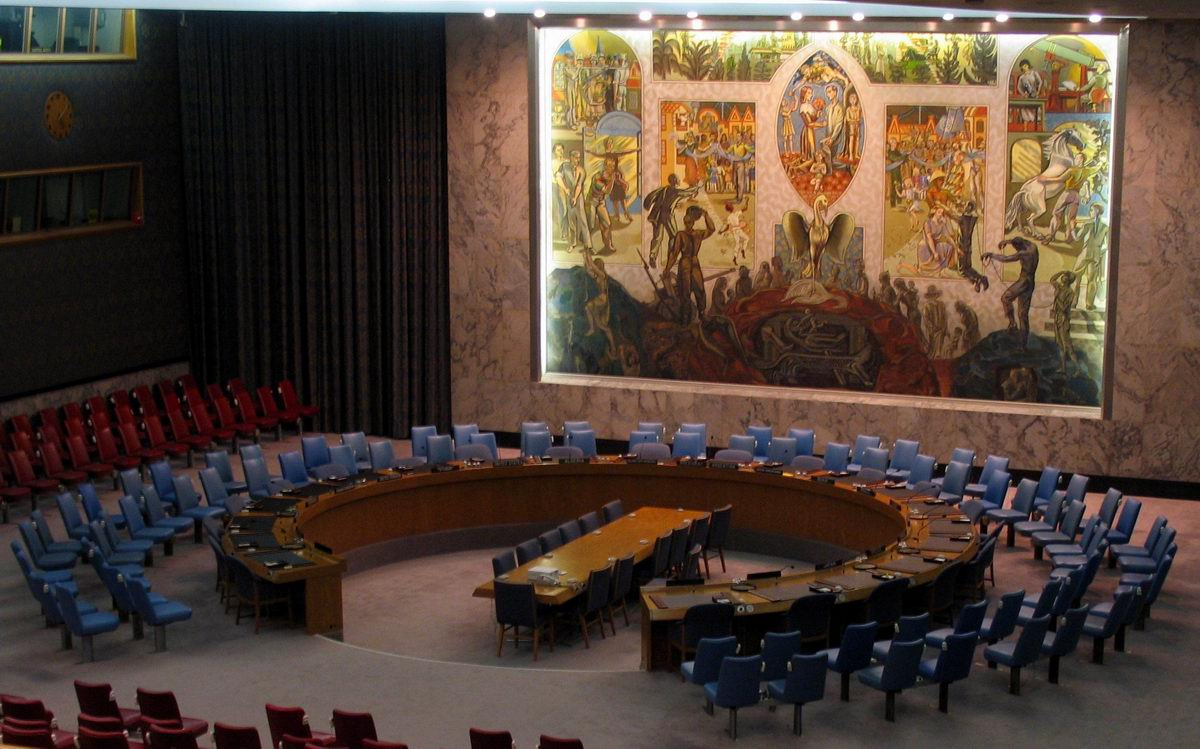
Rada Bezpieczeństwa ONZ

### Prawa osobiste
Prawa do:
- dobrego życia,
- rzetelnego sądu (patrz „gwarancje formalne” poniżej),
- decydowania o swoim życiu,
- szczęścia,
- prawo do życia,
- prawo do wolności myśli, sumienia i wyznania,
- prawo do głoszenia swoich poglądów i opinii bez względu na ich treść i formę,
- prawo każdego człowieka do uznawania wszędzie jego podmiotowości prawnej,
- zakaz stosowania tortur, nieludzkiego lub poniżającego traktowania lub wymierzania kar cielesnych,
- zakaz trzymania człowieka w niewolnictwie lub poddaństwie,
- zakaz skazywania człowieka za czyn, który nie stanowił przestępstwa w chwili jego popełnienia,
- zakaz pozbawiania wolności jedynie z powodu niemożności wywiązania się ze zobowiązań umownych.

### Prawa i wolności polityczne
Tzw. prawa negatywne – prawa służące ochronie wolności jednostki przed ingerencją ze strony państwa 
- prawo do obywatelstwa,
- możliwość uczestniczenia w życiu publicznym,
- czynne prawo wyborcze – możliwość uczestnictwa w wyborach,
- bierne prawo wyborcze – możliwość kandydowania w wyborach,
- wolność zrzeszania się,
- prawo do uczestniczenia i organizowania pokojowych manifestacji,
- prawo do składania wniosków, petycji, skarg,
- dostęp do informacji o działaniach władz i osób publicznych,
- równy dostęp do służby publicznej.

### Wolności i prawa ekonomiczne, socjalne i kulturalne
1. Tzw. prawa pozytywne – uprawnienia jednostki do świadczeń na jej rzecz – prawa socjalne
Prawo do:
- ochrony zdrowia,
- nauki,
- odpowiedniego i zadowalającego wynagrodzenia, zapewniającego jednostce i jej rodzinie egzystencję odpowiadającą godności ludzkiej,
- pomocy socjalnej (ogólnie),
- rozrywki (np. granie w piłkę nożną, pływanie).

2. Prawa ekonomiczne: (zobacz też art. 64 Konstytucji RP)
- prawo do pracy,
- prawo do własności,
- prawo dziedziczenia,
- prawo do zakładania własnej działalności gospodarczej.

3. Prawa solidarnościowe (w większości nie posiadają sformalizowanego charakteru prawnego)
– wszystkie prawa przysługujące grupom społecznym, np. prawo narodów do samostanowienia.
4. Prawa kulturalne:
- prawo do wolności twórczości artystycznej,
- prawo do badań naukowych oraz ogłaszania ich wyników,
- prawo do wolności korzystania z dóbr kultury i ich wytwarzania.

Gwarancje:
1. materialne (dotyczą głównie praw socjalnych, ekonomicznych i kulturowych),
2. formalne (prawo do ochrony prawnej jednostki).

- prawo każdego człowieka do sprawiedliwego i jawnego rozpatrzenia sprawy przez niezawisły sąd,
- prawo do fachowej obrony w postępowaniu przed organami aparatu państwowego,
- prawo do skargi konstytucyjnej.

Wśród kategorii osób w szczególny sposób zagrożonych naruszeniami praw człowieka wymienia się 
kobiety, dzieci, osoby starsze, niepełnosprawne, przedstawicieli mniejszości (etnicznych, narodowych, religijnych, rasowych, seksualnych), cudzoziemców (uchodźców i pracowników migrujących) oraz społeczności tubylcze.

## Instytucje skargi
Są to organy międzynarodowe, do których może zwrócić się obywatel każdego państwa ze skargą, jeżeli uzna, że urzędy wydały decyzje na jego niekorzyść i są według niego niezgodne z prawami człowieka.
Instytucje międzynarodowe rozpatrujące skargi:
- Międzynarodowy Komitet Czerwonego Krzyża z siedzibą w Genewie
- Rada Praw Człowieka Organizacji Narodów Zjednoczonych z siedzibą w Genewie
- Wysoki komisarz Narodów Zjednoczonych do spraw praw człowieka z siedzibą w Genewie
- Komitet Praw Człowieka z siedzibą w Genewie
- Prokurator Międzynarodowego Trybunału Karnego z siedzibą w Hadze

Instytucje europejskie:
- Biuro Instytucji Demokratycznych i Praw Człowieka z siedzibą w Warszawie
- Europejski Trybunał Praw Człowieka z siedzibą w Strasburgu
- Europejski Rzecznik Praw Obywatelskich z siedzibą w Strasburgu
- Trybunał Sprawiedliwości Unii Europejskiej z siedzibą w Luksemburgu

Instytucje amerykańskie:
- Międzyamerykańska Komisja Praw Człowieka z siedzibą w Waszyngtonie
- Międzyamerykański Trybunał Praw Człowieka z siedzibą w San José[10].

Instytucje afrykańskie:
- Afrykański Trybunał Praw Człowieka i Ludów z siedzibą w Arusha.

Instytucje krajowe zajmujące się rozpatrywaniem skrag od obywateli danego państwa:
- Australijska Komisja Praw Człowieka z siedzibą w Canberze.
- Kanadyjski Trybunał Praw Człowieka

## Pozarządowe organizacje praw człowieka
Są to międzynarodowe organizacje niezależne od rządów państwowych. Ujawniają oraz wskazują na działania powodujące łamanie praw człowieka. Dokonują tego metodami pokojowymi, między innymi edukując, występując w szczególnych sprawach sądowych w obronie ludzi pokrzywdzonych, organizując akcje obywatelskie (np. Maraton Pisania Listów).  
- Amnesty International
- Helsińska Fundacja Praw Człowieka
- Human Rights Watch
- Międzynarodowy Ruch Czerwonego Krzyża i Czerwonego Półksiężyca
- Freedom House
- Reporterzy bez Granic

## Krytyka praw człowieka
Obecnie również obecne są głosy krytyczne wobec norm stanowionych przez prawa człowieka. Krytycy praw człowieka dzielą się na dwie kategorie: 
- krytyka substancjalna – Do zwolenników tego rodzaju krytyki klasyfikuje się tych, którzy odrzucają samą ideę, że człowiek posiada z natury określone prawa z samej racji, że jest człowiekiem. Są to nie tyle krytycy, co przeciwnicy samej idei praw człowieka.
- krytyka akcydentalna – Sympatycy tej strony krytyki uważają, że ludzie rodzą się z przyrodzonymi prawami, jednak krytykują pewien model (bądź modele) ideologii praw człowieka, uważając za naturalne inne uprawnienia, niż głosi to oficjalna doktryna. Nie są to zatem przeciwnicy samego pomysłu, ale krytycy konkretnej jego realizacji. Chodzi tu przede wszystkim o spory między zwolennikami poszczególnych generacji praw człowieka.